# Dimitris Rallis
Dimitris Rallis (Zwolle, 26 maart 2005) is een Nederlands-Grieks voetballer die doorgaans speelt als spits. In augustus 2024 debuteerde hij voor sc Heerenveen.

## Clubcarrière
Rallis speelde voor CSV '28 voor zowel PEC Zwolle als sc Heerenveen hem wilden overnemen. Doordat zijn ouders hem vanuit Zwolle naar Heerenveen hadden moeten rijden als hij daar was gaan spelen, ging hij naar de jeugdopleiding van PEC Zwolle. Vanaf het moment dat hij met een busje kon worden opgehaald en thuisgebracht koos hij ervoor om voor Heerenveen te gaan spelen. Zijn professionele debuut maakte hij op 11 augustus 2024, op bezoek bij Ajax. Door een doelpunt van Kristian Hlynsson verloor Heerenveen met 1–0. Rallis moest van coach Robin van Persie op de reservebank beginnen en mocht tien minuten voor het einde van de reguliere speeltijd invallen voor Danilo Al-Saed.
Op 27 september mocht Rallis voor het eerst in de basis beginnen, op bezoek bij Heracles Almelo. Heerenveen kwam door een treffer van Damon Mirani achterstand. In de tweede helft zorgde Rallis op aangeven van Jacob Trenskow voor de gelijkmaker, maar Mario Engels maakte namens Heracles later nog de winnende 2–1. Tijdens de volgende wedstrijd, tegen PEC Zwolle, mocht Rallis opnieuw in de basis beginnen. En opnieuw tekende hij op aangeven van Trenskow voor de gelijkmaker, ditmaal na een openingsdoelpunt van Davy van den Berg. Nu was zijn goal wel genoeg voor een punt: 1–1.
In mei 2025 liet Rallis weten niet in te gaan op een contractaanbieding van Heerenveen en in de zomer transfervrij te willen vertrekken. Een dag nadat hij zijn vertrek bij Heerenveen aankondigde, tekende Rallis een contract voor drie seizoenen bij Jagiellonia Białystok.

## Clubstatistieken
| Seizoen | Club          | Competitie | Competitie | Competitie | Beker | Beker | Internationaal | Internationaal | Totaal | Totaal |
| Seizoen | Club          | Competitie | Wed.       | Dlp.       | Wed.  | Dlp.  | Wed.           | Dlp.           | Wed.   | Dlp.   |
| ------- | ------------- | ---------- | ---------- | ---------- | ----- | ----- | -------------- | -------------- | ------ | ------ |
| 2024/25 | sc Heerenveen | Eredivisie | 24         | 2          | 2     | 0     | —              | —              | 26     | 2      |
| Totaal  | Totaal        | Totaal     | 24         | 2          | 2     | 0     | 0              | 0              | 26     | 2      |

Bijgewerkt op 27 mei 2025.